# Place Joannès-Ambre
La place Joannès-Ambre est une place du quartier de la Croix-Rousse dans le 4e arrondissement de Lyon, en France. Elle est composée de l'esplanade située devant le théâtre de la Croix-Rousse et du rond-point d'accès à l'hôpital de la Croix-Rousse. Elle rend hommage à l'avocat et homme politique français Joannès Ambre (1915-1984), adjoint au maire de Lyon.

## Localisation
La place se trouve dans le 4e arrondissement de Lyon, sur la colline de la Croix-Rousse, à l'extrémité de la grande rue de la Croix-Rousse.
La place est en fait coupée en deux par une rangée d'immeuble. La partie sud-est de la place est un parvis piéton en granit alors que la partie nord-est est un rond-point.

## Histoire et monuments
Au sud de la place se trouve le Théâtre de la Croix-Rousse. Au nord se trouvent l'entrée de l'hôpital de la Croix-Rousse ainsi qu'une croix en pierre de Couzon qui a donné son nom au quartier[réf. souhaitée]
L'aménagement contemporain de la place a été décidé en 1997, et réalisé dans les années qui ont suivi.

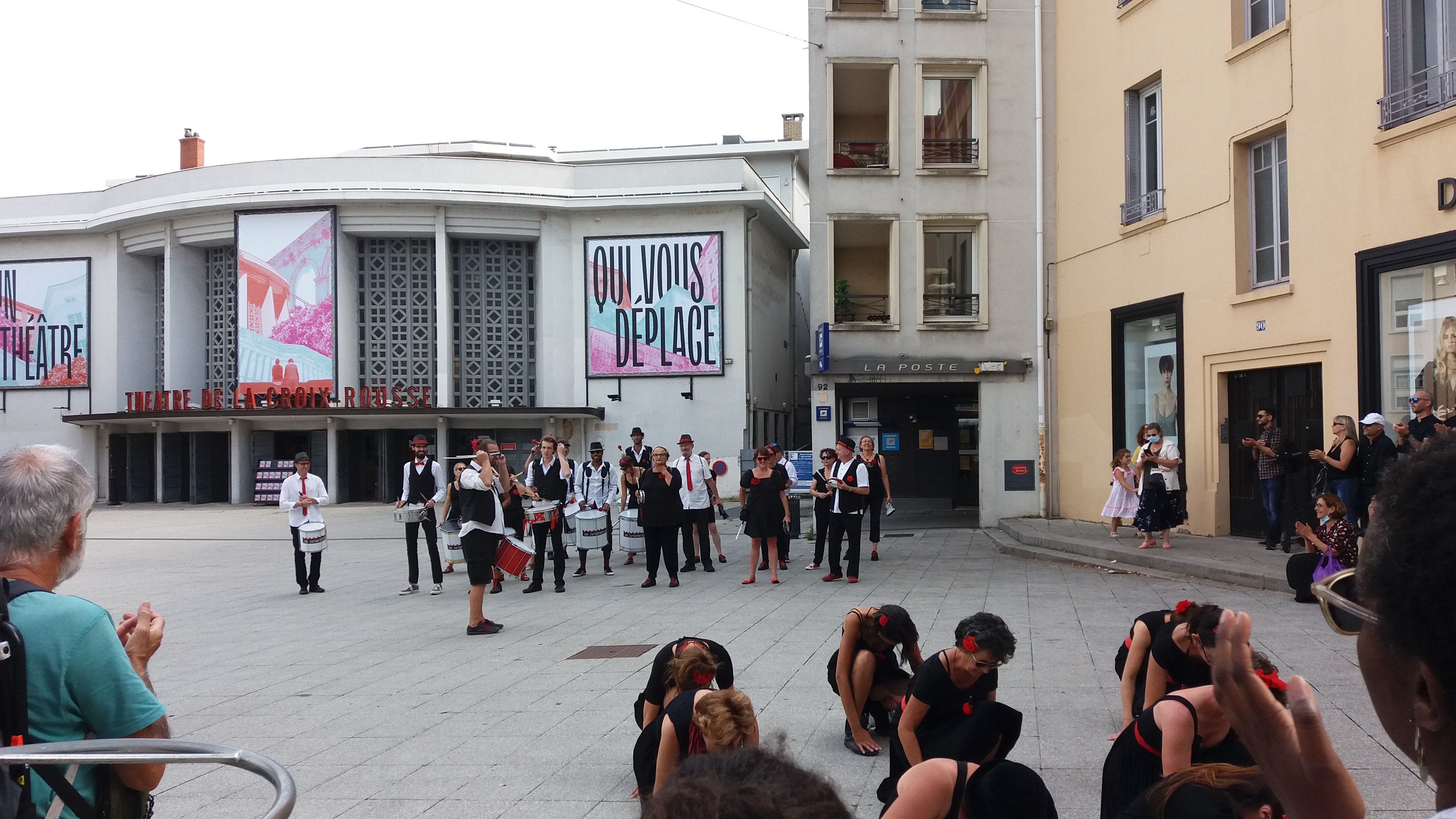
L'esplanade devant le théâtre de la Croix-Rousse.
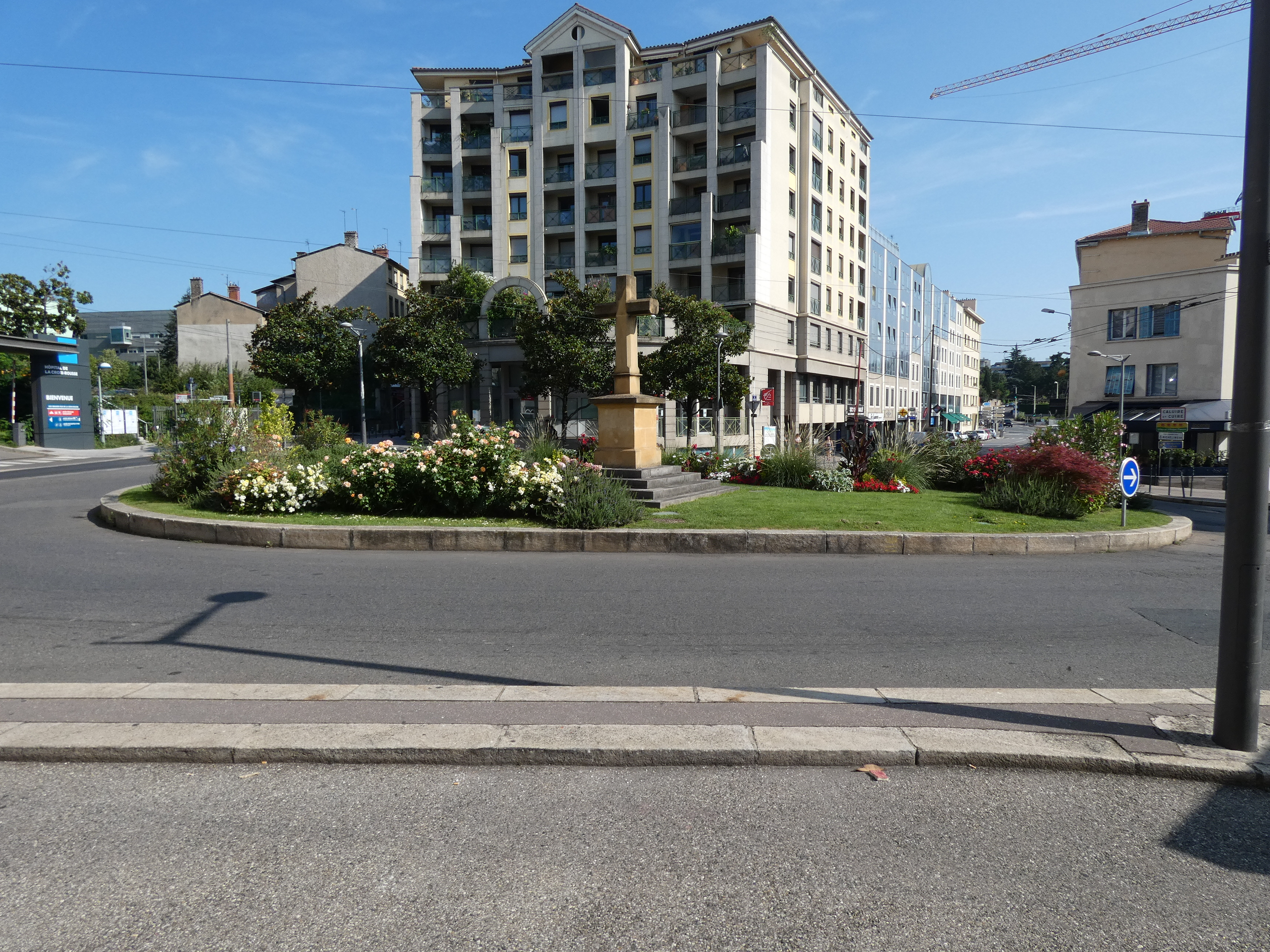
Le rond-point de l'hôpital de la Croix-Rousse.

## Dédicace
La place porte le nom d'un avocat lyonnais Joannès Ambre (1915-1984). Il a assuré la défense du gang des Lyonnais et de Pierre de Varga, "commanditaire présumé" de l'assassinat de Jean de Broglie. Il a par ailleurs été adjoint au maire de Lyon, et membre du parti radical.

## Accessibilité
Ce site est desservi par les stations de métro Croix-Rousse et Hénon.
Vélo'v : station près de l'entrée du parking